# Feketehátú fuvolázómadár

A feketehátú fuvolázómadár (Gymnorhina tibicen, egyes korábbi rendszertanokban Cracticus tibicen) a madarak osztályának verébalakúak (Passeriformes) rendjébe tartozó fojtógébicsfélék (Cracticidae) család egyik faja. Őshazája Ausztrália és Pápua Új-Guinea déli része, de betelepítették Új-Zélandra és néhány kisebb szigetcsoportra is. A ma elfogadott rendszertan szerint kilenc alfaja van, korábban egyes kutatók ezeket három különálló fajhoz tartozókként írták le. Megjelenése és életmódja is sok tekintetben hasonlít a varjúfélékhez tartozó európai szarkára – nevezik egyes nyelveken, például angolul ausztrál szarkának (australian magpie) is –, bár azzal csak távoli rokonok.
A kifejlett példány testhossza 37 és 43 centiméter között alakul, tollazata fekete-fehér, szeme aranybarna, csőre pedig a vetési varjúéhoz hasonlít, megjelenését és színeit tekintve egyaránt. Lábai viszonylag hosszúak, így a talajon – ahol előszeretettel tartózkodik, táplálékot keresve – nem kell ugrálva helyet változtatnia, kényelmesen lépdelve is szemmel tudja tartani környezetét. A két ivar megjelenése meglehetősen hasonló, de míg a hímek tarkója és hátának a fej felőli része – alfajonként változó kiterjedésben – hófehér, a tojók tollazatának ugyanezen részei kevésbé élénk fehérek, szürkésbe hajlók.
Magyar neve elárulja egyik igen jellegzetes tulajdonságát: énekhangja – amit előszeretettel hallat – meglehetősen változatos, sőt hangutánzásban is tehetséges. Táplálkozását tekintve mindenevő, de étrendjének nagy részét gerinctelen állatok teszik ki. Költőhelyén állandó és meglehetősen territoriális viselkedésű; jól alkalmazkodott az emberi környezethez és szívesen telepszik meg városi parkokban. Fészkelési időszakban azonban egyes példányok agresszívvá válhatnak, és az embereket is megtámadják, csak hogy elűzzék őket fészkük környékéről. Kutatások azt állapították meg, hogy a fuvolázómadarak képesek akár 100 különböző embert is felismerni, és kisebb valószínűséggel támadnak meg olyan embert, akivel korábban összebarátkoztak.
Új-Zélandra 1864 és 1874 között több mint 1000 példányát telepítették be, de később azzal vádolták őket, hogy kiszorítják az őshonos madarakat, ezért ott ma már kártevő fajként, dúvadként tekintenek rá. Kisebb mérvű betelepítések történtek a Salamon-szigeteken és a Fidzsi-szigeteken is, ám ott e madarak nem számítanak invazív fajnak. A faj számos ausztrál és új-zélandi sportcsapat névadója és kabalája: ilyenek például a Collingwood Magpies, a Western Suburbs Magpies, a Port Adelaide Magpies, vagy Új-Zélandon a Hawke's Bay Magpies.

## Fordítás
Ez a szócikk részben vagy egészben  az   Australian magpie című angol Wikipédia-szócikk fordításán alapul.  Az eredeti cikk szerkesztőit annak laptörténete sorolja fel. Ez a jelzés csupán a megfogalmazás eredetét és a szerzői jogokat jelzi, nem szolgál a cikkben szereplő információk forrásmegjelöléseként.